# Mort Walker
Addison Morton "Mort" Walker, född 3 september 1923 i El Dorado i Kansas, död 27 januari 2018 i Stamford, Connecticut, var en amerikansk tecknare och författare. Han blev mest känd för serien Knasen, men andra av hans skapelser är Familjen Flax, Sams serie, Arken, Sam och Silo, Fru Fitz pensionat och Jojje och Lappen.

## Biografi

### Tidiga år
Mort Walker började redan som barn teckna serier och fick sin första serie publicerad redan som elvaåring. Vid 15 års ålder arbetade han som serietecknare för en dagstidning och vid 18 hade han blivit Chief Editorial Designer på Hallmark Cards. Efter fullgjord värnplikt och examen från University of Missouri flyttade Mort 1948 till New York för att skapa sig en karriär som serieskapare.

### Knasen och andra serier
Sitt stora genombrott fick Mort Walker 1950 genom den tecknade serien Knasen, vilken humoristiskt skildrar livet i en amerikansk militärförläggning. Serien startade via den late studenten 'Spider' som figurerade i hans korta serier för Saturday Evening Post. När Walker lyckades få King Features att syndikera serien bytte han namn på figuren till 'Beetle Bailey' (Knasen på svenska). I samband med Koreakriget ryckte Knasen in i lumpen, och han är kvar där än.
En annan mycket populär tecknad serie är Familjen Flax som han skapade 1954 tillsammans med Dik Browne. Walker skrev manus, medan Browne tecknade serien.

### Andra aktiviteter
Har även skrivit boken "The Lexicon of Comicana", en skämtsam teoretisk betraktelse över (humor)seriernas symbolik och markeringar.
Mort Walker var även initiativtagare till seriemuseet Museum of Cartoon Art, grundat under detta namn 1974, 1992 namnändrat till National Cartoon Museum i samband med en flytt till Boca Raton i Florida och fyra år senare i samband med nyöppnandet namnändrat till International Museum of Cartoon Art. I samband med museets nedläggning 2008 överfördes den stora seriesamlingen till Billy Ireland Cartoon Library & Museum, del av Ohio State University. Walker såg sitt skapande av museet 1974 som sin största bedrift.
En staty av seriefiguren Knasen, i brons och Walkers händers verk, finns på University of Missouris område. Där var han en gång varit elev, och därför fick han en inbjudan att utföra den. Statyn, som står där den gamla och numera nedbrunna studentpuben The Shack ("Rucklet") en gång stod, föreställer Knasen sittande vid ett bord på puben med ett stop framför sig, i den skepnad han hade som collegeelev. 
Mort är far till tio barn, varav Neal, Brian och Greg Walker fört hans verk vidare.

### Studio och samarbeten
Walker skapade tidigt en studio för att kunna hantera den höga produktionstakten. Bland långvariga medarbetare återfinns Dik Browne, Frank Roberge, Jerry Dumas, Bob Gustafson, Bud Jones och Frank Johnson.

## Serier (med startår) av Mort Walker
- 1950 – Knasen (engelska: Beetle Bailey)
- 1954 – Familjen Flax (engelska: Hi and Lois; skriven av Walker och ursprungligen tecknad av Dik Browne)
- 1958 – Fru Fitz pensionat (engelska: Mrs. Fitz' Flats; skriven av Walker och tecknad av Frank Roberge)
- 1961 – Sams serie (engelska; Sam's Strip; skriven av Walker och tecknad av Jerry Dumas)
- 1968 – Arken (engelska: Boner's ark; ursprungligen skriven och tecknad av Walker under andranamnet Addison, sedermera tecknad av Frank Johnson)
- 1977 – Sam & Silo (engelska: Sam and Silo; skriven av Walker, tecknad av Jerry Dumas)
- 1986 – Jojje och Lappen (engelska: Gamin and Patches; som Addison)